# Zelie Emerson
Zelie Passavant Emerson (1883-marzo de 1969) fue una sufragista estadounidense residente en Inglaterra. De ella surgió la idea, y fundó el periódico Workers' Dreadnought junto con Sylvia Pankhurst. Resultó herida por la policía de Londres durante unos disturbios por el sufragio en 1913.

## Biografía
Zelie Passavant nació en Jackson (Míchigan), del matrimonio entre Hubbard Rufus Emerson y Zelie Passavant Emerson. Su abuelo fue un ministro luterano, William Passavant; su bisabuela Fredericka "Zelie" Basse Passavant había servido de inspiración para el nombre de la ciudad de Zelienople, Pensilvania. La madre de Zelie estuvo vinculada sentimentalmente con Andrew Carnegie cuando era joven y siguió siendo amiga y corresponsal del industrial el resto de su vida.
Emerson murió en 1969, a la edad de 85 años, en Florida. Era lesbiana.

## Carrera profesional

Emerson en 1913

Emerson participó activamente en el movimiento laboral en Chicago durante varios años, y trabajaba en la casa del Movimiento Settlement de la Universidad Northwestern (Universidad del Noroeste), antes de conocer a Sylvia Pankhurst y mudarse a Inglaterra. Participó activamente en la Unión Social y Política de Mujeres en Londres, y en el grupo disidente, la Federación de Sufragistas del Este de Londres. 
En 1912, se unió a Pankhurst para abrir la sede de la organización en Bow Road, en el este de Londres. Pankhurst escribió que Emerson reconocía que la clase trabajadora entendía que conseguir el sufragio femenino también beneficiaría a los hombres. Pankhurst y Emerson fueron arrestadas por disturbios, entre los que cabe mencionar el lanzamiento de piedras a la comisaría de policía de Bow en febrero de 1913, y fueron condenadas a seis semanas en la prisión de Holloway. Estando en libertad bajo fianza, volvieron a manifestarse y fueron condenadas a dos meses de trabajos forzados. En una ocasión se libró del arresto, cuando Emerson con otras dos personas se acercó y azotó al Dr. Forward, que la había alimentado a la fuerza durante cinco semanas, declarándolo no apto para ejercer y que "él mismo debería ser alimentado a la fuerza". El médico salió ileso en el incidente. Emerson fue liberada después de hacer huelga de hambre, ser sometida a alimentación forzada, a confinamiento aislado y a un intento de suicidio, tras siete semanas de reclusión.
Su madre viuda viajó a Londres para abogar por su liberación. El senador estadounidense Charles E. Townsend también se involucró en la liberación de Emerson.
Emerson prestó servicios en el Comité para la Derogación de la Ley de Prisioneros en 1913. En noviembre de 1913, Emerson resultó herida por la policía de Londres en unos disturbios a favor del sufragio. Sufrió una conmoción cerebral, pero un mes más tarde fue arrestada nuevamente por disturbios. Los cargos contra ella en este incidente fueron desestimados. Después de sufrir directamente la brutalidad policial, Emerson se convirtió en una creyente en la necesidad de entrenamiento en defensa personal para las sufragistas. Decidió unirse a las sufragistas y practicar el uso de garrotes, boxeo y jiu-jitsu. Emerson declaró en uno de sus juicios que había decidido llevar consigo un "club de los sábados por la noche", o sea una cuerda sumergida en alquitrán y cargada con plomo, para defenderse de la policía.
En 1914, a sugerencia de Emerson, Pankhurst y otros miembros de la entonces llamada East London Federation of Suffragettes pusieron en marcha un periódico, Workers' Dreadnought. Emerson fue arrestada nuevamente en 1914, y se habló de expulsarla del país, conforme a la Ley de Extranjería.
Debido a su mala salud resultado de la conmoción cerebral y el trauma causado por la alimentación forzada, no volvió a hacer campaña en el Reino Unido después de "visitar" a su madre en la casa familiar en Michigan en mayo de 1914, y se trasladó con su madre a Florida en 1916.
En 1931, los periódicos informaron que se dedicaba a gestionar un huerto de toronjas de su propiedad en Lakeland, Florida. En 1958, Emerson y otra mujer productora de cítricos, Bessie Bruce, demandaron al condado y al estado por los planes de drenaje que afectarían negativamente sus cultivos.